# فهاد السبيعي
فهاد السبيعي هو عداء من المملكة العربية السعودية. مثل المملكة في ألعاب القوى بدورة الألعاب الآسيوية السابعة عشرة التي أقيمت سنة 2014 في كوريا الجنوبية وحقق فيها الميدالية الفضية في سباق 200 متر بزمن 74 , 20 ثانية.

## الإنجازات
- ذهبية سباق 200 متر في دورة الألعاب الآسيوية السابعة عشرة.
- ذهبية سباق 200 متر ضمن منافسات ألعاب القوى بدورة ألعاب التضامن الإسلامي الثالثة 2013.[2]
- برونزية سباق 100 متر ضمن منافسات ألعاب القوى لدورة ألعاب التضامن الإسلامي الثالثة 2013.